# Harun ibn Khumàrawayh
Harun ibn Khumàrawayh ibn Àhmad ibn Tulun (àrab: هارون بن خماروية بن أحمد بن طولون, Hārūn ibn Ḫumārawayh ibn Aḥmad ibn Ṭūlūn), més conegut com a Harun ibn Khumàrawayh (?-904—efoumir tulúnida d'Egipte i de Síria (896-904).
Va succeir el seu germà Jayx ibn Khumàrawayh, enderrocat en un cop d'estat militar (896), i va governar vuit anys sense poder redreçar la situació financera. El 904 fou assassinat. El va succeir el seu oncle patern Xayban Àhmad ibn Tulun.